# Nagel-Séez-Mesnil
Nagel-Séez-Mesnil – miejscowość i gmina we Francji, w regionie Normandia, w departamencie Eure.
Według danych na rok 1990 gminę zamieszkiwało 326 osób, a gęstość zaludnienia wynosiła 28 osób/km² (wśród 1421 gmin Górnej Normandii Nagel-Séez-Mesnil plasuje się na 589 miejscu pod względem liczby ludności, natomiast pod względem powierzchni na miejscu 264).